# Гастон, Юго
Юго Гасто́н (фр. Hugo Gaston; род. 26 сентября 2000, Тулуза, Франция) — французский теннисист; победитель одного юниорского турнира Большого шлема в мужском парном разряде (Открытый чемпионат Австралии-2018); победитель юниорского турнира Orange Bowl 2017 года.

## Юниорская карьера
В декабре 2017 года Гастон выиграл международный теннисный турнир среди юниоров Orange Bowl.

В 2018 году Гастон одержал победу на юниорском Открытом чемпионате Австралии в мужском парном разряде вместе с соотечественником Клементом Табуром. В том же году он был выбран знаменосцем Франции на юношеских летних Олимпийских играх в Буэнос-Айресе. Там Гастон завоевал свой первый крупный титул в одиночном разряде, а также две бронзовые медали: с Клементом Табуром в мужском парном разряде и с Кларой Бурель в смешанном парном разряде. На следующей неделе он стал второй ракеткой мира в юниорском рейтинге. Гастон также прошел квалификацию на турнир ITF Junior Masters, где дошел до полуфинала, проиграв Цзэн Чун-синю.

## Профессиональная карьера

### 2018

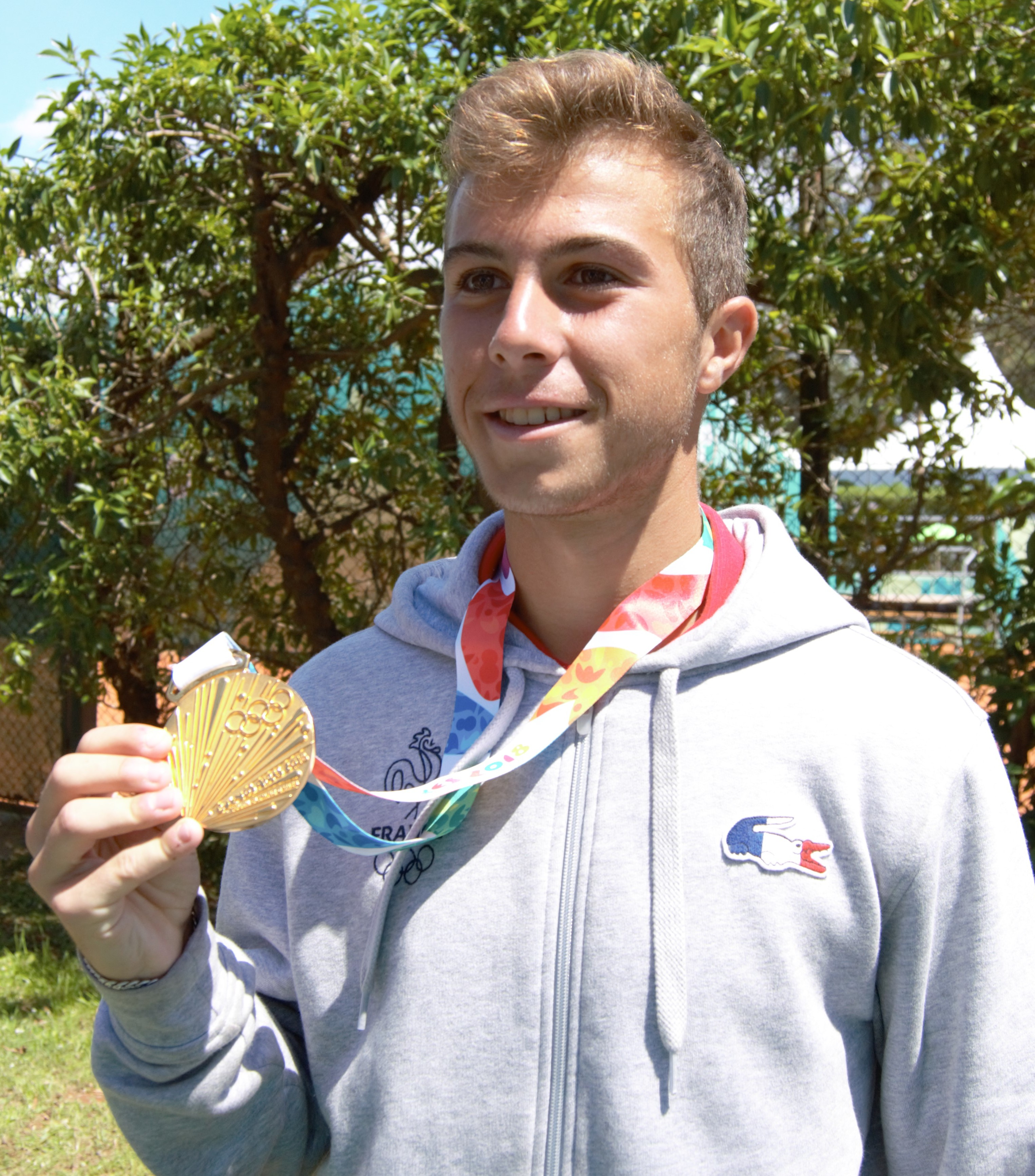
2018 год

В феврале Гастон получил уайлд-кард в основную сетку Открытого чемпионата Буш-дю-Рона по теннису 2018, но проиграл в первом раунде Стефано Травалье со счётом 2-6 2-6. Гастон получил «Уайлд-кард» в квалификацию Открытого чемпионата Франции 2018 года, но проиграл в первом раунде 24-му сеяному Юргену Цоппу со счётом 7-5, 4-6, 2-6.

### 2019
Гастон начал 2019 год без рейтинговых очков и имея всего лишь $ 44,264 призовых за карьеру. Он играл в своем первом Челленджере года в Ренне, но проиграл в первом раунде Александру Бублику со счётом 5-7, 6-3, 3-6. Его следующий матч был в Кемпере, где он проиграл в первом раунде Даниэлю Брандсу со счётом 2-6, 6-7(3).
В апреле Гастон выиграл свой первый фьючерс в Пуле (Италия), победив Давида Пихлера в финале со счётом 6-4, 2-6, 6-3. В мае Юго выиграл свой первый матч челленджера в Экс-ан-Провансе, переиграв соотечественника Дэна Аддед со счётом 6-1, 7-6(3). Однако проиграл в следующем раунде Антуану Оану со счётом 2-6, 1-6.
В 2019 году он снова получил «Уайлд-кард» в квалификацию на Открытый чемпионат Франции. В первом раунде он обыграл Марко Трунгеллити со счётом 6-4, 6-1, что стало его первой победой над игроком топ-200. В следующем раунде он проиграл Алексею Ватутину со счётом 1-6, 3-6.
Его следующий турнир проходил в Лионе, и он вышел в третий раунд, обыграв Бернабе Сапату Мираллеса со счётом 6-1, 6-3 и Таллона Грикспура со счётом 2-6, 6-4 (отказ). Его подъём закончился поражением от Альберта Рамоса-Виньоласа со счётом 2-6 1-6.
В течение следующих четырех месяцев Гастон выходил в четыре финала ITF Futures, выиграв один в Хьюстоне. Он также соревновался в Кассисе, но проиграл в первом раунде Марку-Андреа Хюслеру со счётом 6-4, 6-7(5), 3-6. Его успешные результаты привели к тому, что Юго вошёл в число 400 лучших в мире и занял 379-е место в рейтинге ATP.
Его следующий турнир был в Тибуроне, где он вышел в третий раунд, победив Эвана Сонга и Даниэля Галана, прежде чем проиграть будущему победителю Томми Полу со счётом 6-7(8), 1-6. Затем он выиграл два фьючерса в Нормане и Родезе, победив Майкла Гирта и Бенджамена Бонзи в финале соответственно.
Он сыграл свой последний Челленджер года в Бресте, где обыграл Константа Лестьена со счётом 7-6(3), 6-2, а затем проиграл Ллойду Харрису со счётом 6-7(3), 5-7. Благодаря своей впечатляющей форме он получил «Уайлд-кард» в квалификацию на Мастерс в Париже 2019 года. В первом раунде он обыграл Хуана Игнасио Лондеро со счётом 7-6(2), 6-4 и одержал свою первую победу над соперником из топ-100. В отборочном турнире он проиграл Касперу Рууду в трех упорных сетах.
Он закончил год на 252-м месте в рейтинге ATP с 185 рейтинговыми очками, что является огромным прогрессом по сравнению с его рейтингом в конце 2018 года. В 2019 году он заработал 54 214 $ призовых, в результате чего сумма его призовых за карьеру составила 98 478 $.

### 2020
Гастон начал свой сезон 2020 года в Нумеа, где он победил Яна Бая со счётом 6-4, 7-6(6), прежде чем проиграл 5-му сеяному Томасу Фаббиано со счётом 2-6, 2-6. Затем он играл в Бендиго, где он был 9 сеяным. Свой первый матч он проиграл Александру Црнокраку со счётом 4-6, 6-7(2).
В конце января Юго получил «уайлд-кард» в основную сетку своего первого турнира Большого шлема. Он играл с Хауме Мунаром в первом раунде, но проиграл в четырёх сетах со счётом 5-7, 7-5, 0-6, 3-6.
Гастон сыграл в квалификации на турнир в Монпелье, но проиграл французскому ветерану Николя Маю со счётом 2-6, 2-6. Затем он соревновался в Шербуре, но проиграл в первом раунде Максимилиану Мартереру 7-6(5), 4-6, 4-6.
На следующей неделе Юго играл в Бергамо в качестве 15-го сеяного. Во втором раунде он обыграл соотечественника Юго Гренье со счетом со счётом 6-3, 6-0. В третьем раунде он обыграл первого сеяного Лоренцо Джустино со счётом 6-3, 3-6, 6-4 и вышел в свой первый четвертьфинал челленджера. Там он встретился с Илькелем и победил его со счётом 6-4, 6-4, что позволило ему выйти в полуфинал челленджера. В полуфинале Гастон встречался с украинским теннисистом Ильёй Марченко. В напряженном матче Гастон проиграл со счётом 6-4, 4-6, 4-6. После турнира Гастон поднялся на 228-е место в мировом рейтинге ATP.
На следующей неделе он играл в По. В первом раунде он обыграл россиянина Аслана Карацева со счётом 6-3, 1-6, 6-1. В следующем раунде он играл с 5-м сеяным Янником Маденом и обыграл его со счётом 1-6, 6-4, 6-4. В третьем раунде он встречался с 18-летним Гарольдом Майо. После проигранного сета Юго принял решение закончить матч вследстии травмы. Это был последний турнир, в котором он играл до того, как пандемия коронавируса остановила профессиональный мужской теннис до августа.
После возобновления теннисного сезона в августе Гастон выходил на корт в плохой форме, проиграв в первом раунде в своих следующих четырех турнирах серии «челленджер». Он проигрывал Факундо Багнису, Максимилиану Мартереру, Андреа Пеллигрино и Роберто Сиду Суберви соответственно. В сентябре он получил «уайлд-кард» на Открытый чемпионат Франции 2020 года.
Гастон совершил прорыв на Открытом чемпионате Франции 2020 года, победив соотечественника Максима Жанвье, Есихито Нисиоку и победителя Открытого чемпионата Франции 2015 года и 16-го сеяного Стэна Вавринку. Гастон дошёл до четвёртого раунда, где проиграл Доминику Тиму в упорнейшем пятисетовом матче. Юго сделал 58 укороченных в своем матче против Тима, выиграв 40 из этих попыток. 5,6 миллиона французов присоединились к трансляции данного поединка, что является самым высоким показателем для всех матчей турнира.
Через две недели после «Ролан Гаррос» Гастон выступал в Гамбурге, где был вынужден сыграть в квалификации. В первом раунде он сыграл с Юго Гренье и победил со счётом 7-6(0), 6-7(1), 6-4. В следующем раунде он проиграл Матиасу Бахингеру со счётом 6-4, 4-6, 4-6. Однако он все же попал в основную сетку как лаки-лузер и обыграл Сумита Нагала в первом раунде со счётом 7-5, 4-1, отказ. В следующем раунде он проиграл Себастьяну Офнеру со счётом 6-7(5), 2-6.

## Рейтинг на конец года
| Год  | Одиночный рейтинг | Парный рейтинг |
| ---- | ----------------- | -------------- |
| 2023 | 104               | 826            |
| 2022 | 108               | 301            |
| 2021 | 67                | 352            |
| 2020 | 162               | 337            |
| 2019 | 252               | 835            |
| 2018 | 1241              | 993            |
| 2017 | 1350              |                |
| 2016 | 1487              |                |
| 2015 | 1138              |                |

По данным официального сайта ATP на последнюю неделю года.

## Выступления на турнирах

### Финалы турнировATPв одиночном разряде (2)

#### Поражения (2)
| Легенда                    |
| -------------------------- |
| Турниры Большого шлема (0) |
| Итоговый турнир ATP (0)    |
| Мастерс (0)                |
| АТР 500 (0)                |
| АТР 250 (0)                |

| Титулы по покрытиям | Титулы по месту проведения матчей турнира |
| ------------------- | ----------------------------------------- |
| Хард (0)            | Зал (0)                                   |
| Грунт (0)           | Зал (0)                                   |
| Трава (0)           | Открытый воздух (4)                       |
| Ковёр (0)           | Открытый воздух (4)                       |

* количество побед в одиночном разряде.
| №  | Дата         | Турнир             | Покрытие | Соперник в финале | Счёт    |
| 1. | 25 июля 2021 | Гштад, Швейцария   | Грунт    | Каспер Рууд       | 3-6 2-6 |
| 2. | 27 июля 2024 | Китцбюэль, Австрия | Грунт    | Маттео Берреттини | 5-7 3-6 |